# 2'-Fosfotransferaza
2'-fosfotransferaza (EC 2.7.1.160, kvaščana 2'-fosfotransferaza, Tpt1, Tpt1p, 2'-fosfo-tRNK:NAD+ fosfotransferaza) je enzim sa sistematskim imenom 2'-fosfo-(ligirana tRNK):NAD+ fosfotransferaza. Ovaj enzim katalizuje sledeću hemijsku reakciju
2'-fosfo-[tRNK] + + {\displaystyle \rightleftharpoons } tRNK + ADP-riboza 1,2-fosfat + nikotinamid +H2O
Ovaj enzim katalizuje finalni korak tRNK splajsovanja u kvascu Saccharomyces cerevisiae.

## Literatura
- Nicholas C. Price; Lewis Stevens (1999). Fundamentals of Enzymology: The Cell and Molecular Biology of Catalytic Proteins (Third изд.). USA: Oxford University Press. ISBN 019850229X.
- Eric J. Toone (2006). Advances in Enzymology and Related Areas of Molecular Biology, Protein Evolution (Volume 75 изд.). Wiley-Interscience. ISBN 0471205036.
- Branden C; Tooze J. Introduction to Protein Structure. New York, NY: Garland Publishing. ISBN 0-8153-2305-0.
- Irwin H. Segel. Enzyme Kinetics: Behavior and Analysis of Rapid Equilibrium and Steady-State Enzyme Systems (Book 44 изд.). Wiley Classics Library. ISBN 0471303097.

## Spoljašnje veze
- 2'-phosphotransferase на 